# Causeuse

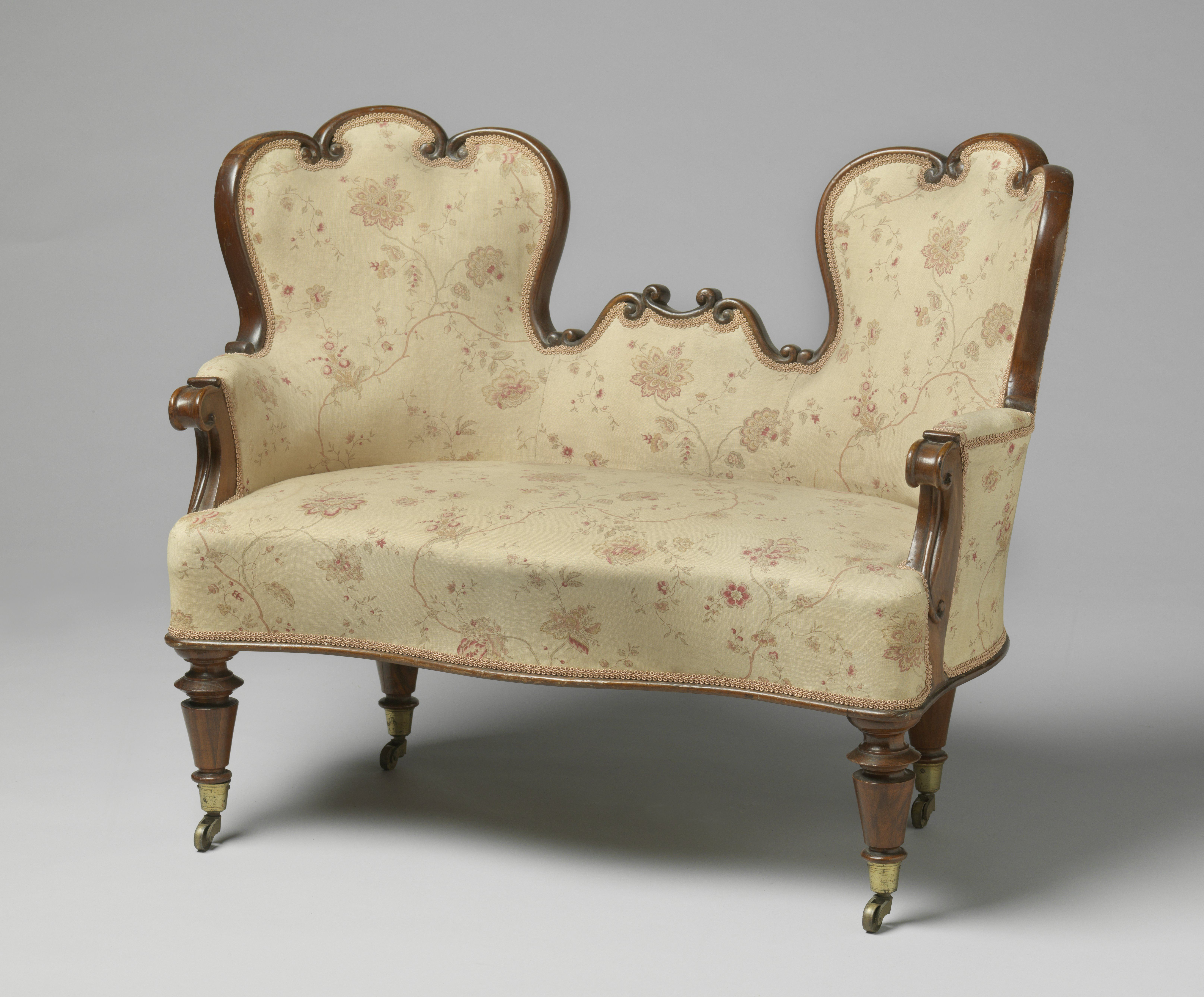
Une causeuse

Une causeuse est un petit canapé bas, le plus souvent capitonné, où deux personnes peuvent prendre place pour causer. Ce meuble était répandu au XIXe siècle.

## Définition
La causeuse se présente sous la forme d'un divan se situant, au niveau des dimensions, à mi-chemin entre le fauteuil et le canapé. Très répandu au début du XVIIIe siècle, ce petit canapé à deux places est conçu afin de favoriser la « causerie » entre deux personnes